# Yann Frisch
Yann Frisch, né en 1990, est un illusioniste et acteur français.
Il est révélé au grand public avec Baltass, son numéro signature mêlant illusionnisme et jonglage.
Il est également reconnu comme l'un des membres phares du mouvement Magie Nouvelle.
En 2020, il incarne un petit patron survolté dans le film Les 2 Alfred, sélectionné au Festival de Cannes.

## Biographie

### Formation
Il découvre le jonglage à l'âge de 9 ans, puis la magie vers ses 10-11 ans. Il se forme d'abord en autodidacte puis, il intègre l'école de cirque du Lido à Toulouse,. En 2008, il fait la rencontre de Raphaël Navorro qui est à l'origine du mouvement Magie Nouvelle dont Yann Frisch deviendra plus tard l'une des figures importantes,,.

### Baltass
À l'école de cirque du Lido, il crée pour un travail dans le cadre de sa formation une version primitive de son numéro Baltass. Il le fait évoluer et avec celui-ci, il gagne en 2010 les championnats de France de magie, en 2011 d'Europe et en 2012 du monde. Aux championnats du monde lui sera également remit le Grand Prix FISM de close-up pour sa performance. Une vidéo de sa performance de Baltass a été vue 1,3 million de fois sur YouTube juste en une semaine en 2012. La même année, il a aussi été nommé champion du monde à la convention internationale de Beijing.

## Spectacles
- 2013 : Oktobre[1]
- 2015 : Le Syndrome de Cassandre[1]
- 2016 : Nous, rêveurs définitifs[1]
- 2017 : Tebrak de Kiev[1]
- 2018 : Le Paradoxe de Georges[1]
- 2022 : Personne[1]

## Filmographie
- 2017 : Santa & Cie[10] d'Alain Chabat : pilier comptoir Rungis
- 2020 : La Lévitation de la princesse Karnak[10] d'Adrien Genoudet
- 2020 : Les Deux Alfred[10] de Bruno Podalydès : Aymeric
- 2023 : Wahou ![10] de Bruno Podalydès : M. Ciel
- 2023 : Jeanne du Barry de Maïwenn : magicien
- 2024 : La Petite Vadrouille[10] de Bruno Podalydès : le chargé d'étude représentant